# Calaix de sastre
El Calaix de sastre (títol complet: Calaix de sastre, en què s'explicarà tot quant va succeint a Barcelona i veïnat des de mig any de 1769, a les que seguiran les dels altres anys esdevenidors per divertiment de l'autor i de sos oients, anexes en el dit Calaix de sastre les més mínimes frioleres) és un gran dietari en cinquanta-dos volums escrit per Rafael d'Amat i de Cortada, Baró de Maldà, al llarg de la seva vida, dels vint-i-tres anys (tres anys després de casar-se) fins a la seva mort; és a dir del 1769 al 1819. El títol, Calaix de sastre és el que li va posar l'autor mateix, referint-se al lloc on es desen les coses més diverses. Es considera un dels textos més importants de la narrativa catalana entre els segles xviii i xix, a més d'un precedent del costumisme i del periodisme local. Suposa també un document històric important per la seva descripció detallada de fets, esdeveniments i comportaments socials a la Catalunya de la seva època. Tanmateix, mai no ha estat publicat sencer sinó únicament algunes recopilacions de fragments. A partir de l'any 1987, però, sí que se n'ha fet una revisió completa, selecció i edició del que s'ha considerat l'essencial dels dietaris, de la mà de Ramon Boixareu, aparegut en onze volums publicats per l'editorial Curial (1987 a 2005). Se'n conserva una còpia a l'Arxiu Històric de la Ciutat de Barcelona.

## Motivació i objectius
A l'època del Calaix de sastre l'escriptura de dietaris era habitual a totes les classes socials, en especial de persones que per la seva feina havien de prendre anotacions quotidianes pràctiques, com per exemple, els comerciants. En Felip Cirera ho recomana a les mestresses de casa per controlar les despeses. Els pagesos hi barrejaven aspectes d'economia domèstica amb fets de la comunitat. Els nobles escrivien dietaris amb anècdotes personals pel gust d'arreplegar informació i perquè estaven molt pendents del col·lectiu que formaven, però, al contrari del que passaria més tard, no hi havia cap intenció de publicació sinó que el dietari es restringia a un ús íntim i personal. Més tard sí que els escrits autobiogràfics s'escrivirien per al públic, i moltes vegades per justificar fets i accions.
Per al baró de Maldà va ser una afició que li reportava satisfacció personal. Va començar amb la idea que fos com una petita gaseta periodística, en una època on encara no hi havia els grans mitjans de comunicació de masses actuals, però hi havia molt d'interès a assabentar-se de notícies fiables i diferenciar-les dels falsos rumors. S'interessa per notícies variades, de política, del que passa a la ciutat de Barcelona, d'innovacions mecàniques o de la seva família i criats; però també del que avui consideraríem xafarderies i que per a ell era curiositat i interès pel que feien els seus veïns. A poc a poc comencen a prendre importància les festes i els viatges, i més tard ell mateix escriu al seu dietari que en llegia fragments en veu alta a petites reunions per tal de distreure i fer riure els amics. La lectura en veu alta en petits grups era una diversió molt apreciada i ben valorada socialment. Més tard, s'afegeix també de manera progressiva una nova motivació de reflexió personal, d'ordenar els seus propis pensaments i vivències i de procurar-se un espai íntim. Als seus viatges solia agafar alguns textos propis antics per revisar-los i corregir-los, com a distracció i com a via d'escapament per combatre el mal humor, el neguit i les preocupacions. Altres motivacions són mostrar els seus coneixements específics, per exemple en música, i escriure sobre coses que li agraden, com la mateixa música o la descripció de paisatges, etc. a més de donar el seu punt de vista i opinió sobre allò que narra.

## Contingut
El baró de Maldà escriu al seu dietari tot el que fa al llarg del dia, la vida de la seva família i la dels altres nobles que visita, a més de notícies i crònica social. Descriu amb molt de detall les festes i manifestacions culturals diverses. A les ocasions senyalades enumera tots els plats i llaminadures del menú, així com la presentació, les estovalles i els coberts. Es fixa molt en l'aparença física i el vestuari. No hi apareixen reflectides les classes socials baixes urbanes, a excepció d'alguns dels seus criats més propers, segurament perquè no hi tenia cap contacte. Tampoc hi ha gaires comentaris sobre pagesos.
Quant a la gastronomia, explica per exemple que els àpats de les classes benestants consistien en cinc plats, i que eren sempre a base de carn. El peix quedava relegat a la quaresma i la llet de vaca, que es considerava nociva per a la salut, només es bevia, i d'amagat, com a remei prescrit pel metge quan hom estava malalt. Els gelats i sorbets eren habituals a les recepcions, i els arrossos i les truites per a les excursions. De vegades, els comensals s'empatxaven. Això concernia els rics com el baró mateix, és clar, ja que la majoria de la població menjava fonamentalment a base de patates i cebes.

## Estil
L'organització es feia per dies, adientment datats. L'article del dia començava amb la data, el dia de la setmana, el sant i el temps que fa. Seguidament a cada dia s'ordenaven les notícies per ordre d'importància, primer les més importants i a la fi les anècdotes i futilitats. En un començament és més neutre, però quan comença a escriure per fer riure, comença també a descriure escenes, si bé verídiques, ridiculitzades, i insisteix més en passatges que pretenen fer riure. Per aconseguir-ho no dubta a parlar de roncs, pets o altres consideracions escatològiques. Cal explicar que en aquella època no es considerava groller i de mal gust sinó que era molt celebrat i que existia tota una tradició festivo-escatològica i una literatura deshinibida amb aquest tema. El Calaix de sastre és subjectiu, l'autor aprofita per criticar els costums en què no està d'acord, i en particular les noves formes socials i actituds que apareixen en una època tan plena de canvis radicals com la seva. Tampoc li agrada la nova classe obrera que naixerà de la Revolució Industrial, la classe més baixa socialment a la ciutat, que treballa a les primeres fàbriques, anomenada "gent de fàbrica" i que, pel seu comportament i misèria, ell considera perillosa. Escriu tal com raja, fins i tot pot semblar que escriu descuradament. Pot semblar que l'estil és barroc. El filòleg i escriptor Albert Rossich l'ha considerat rococó.

## Publicacions
La Biblioteca de Catalunya ha publicat l'escaneig del tot el manuscrit sense transcripció: 
No s'ha publicat mai el Calaix de Sastre sencer, però sí alguns fragments seleccionats per èpoques, en onze volums diferents:
- Calaix de Sastre, volums I a XI, a cura de Ramon Boixareu. Curial Edicions Catalanes, Sant Pol de Mar, 1987 a 2005. (Els primers quatre volums estan exhaurits a 2015.)[16]

També s'han fet algunes recopilacions per temes, editats per La Magrana, l'Abadia de Montserrat o l'Editorial Barcino (a la seva Biblioteca Baró de Maldà), entre d'altres, com per exemple:
- Xocolata cada dia: a taula amb el baró de Maldà (ISBN 84-8264-510-2), recopilació dels fragments de contingut gastronòmic, a càrrec de Joan de Déu Domènech i editat per La Magrana, va rebre el Premi Sent Soví de 2003 i va ser reeditat l'any 2004. Se n'ha fet una edició traduïda al castellà, Chocolate todos los días.[18]
- Exili de Barcelona i viatge a Vic, 1808,[19] a cura de Vicenç Pascual i Rodríguez, publicat el 1991 per l'Abadia de Montserrat en col·laboració amb l'Ajuntament de Vic. A més de la part del Calaix de sastre corresponent a la Guerra del Francès o l'ocupació de Barcelona per part dels francesos (és a dir, de setembre a novembre de 1808), conté una llarga introducció on s'expliquen els fets històrics que hi apareixen i s'analitza la figura del baró de Maldà i el conjunt del Calaix de sastre.
- Viatge a Maldà i Anada a Montserrat,[20] editats conjuntament en un mateix volum, per l'Abadia de Montserrat el 1986, a cura de Margarida Aritzeta. El viatge a Maldà és un tros continu del Calaix de Sastre al qual el Baró descriu tots els pobles de Catalunya pels que va passant. L'Anada a Montserrat és un text molt més breu. També inclou algunes pàgines que parlen de viatges del baró a Vilafranca, Tarragona i Piera. El text de l'estada a Tarragona recull un dels testimonis escrits més antics que s'han trobat fins ara sobre la celebració de castells. En concret, diu que aquest any, 1793, no es podran fer castells "o sostres de gent amb un xiquet al capdamunt fent-li la figuereta" per causa de la guerra (la guerra de la Convenció contra els francesos). El text diferencia perfectament entre els castells i altres formes populars, com el Ball de Titans o el Ball de Valencians. Per tant, el costum de fer castells a les festes de Tarragona és anterior a 1793.
- Costums i tradicions religiosos de Barcelona, una recopilació en 93 pàgines a les quals el Baró descriu les tradicions catòliques que viu, editat per Akribos el 1987 a càrrec de Mn. Josep Maria Martí i Bonet, arxiver del Bisbat de Barcelona.
- Descripció de viles i ciutats que ha visitat. El Calaix de Sastre en té diversos volums monogràfics, amb lleugeres variacions entre si. L'autor els regalava als seus amics o els prenia de viatge per llegir-los en les vetllades. Volum editat el 1994 per Barcino, amb el títol de Viles i ciutats de Catalunya Arxivat 2014-10-06 a Wayback Machine. (introducció i edició crítica a càrrec de Margarida Aritzeta).
- Tria d'episodis festius, al marge del dietari que escriu cada dia, que descriuen viatges i festes majors. N'hi ha un primer volum editat per Barcino el 1994, amb el títol de Miscel·lània de viatges i festes majors Arxivat 2014-10-06 a Wayback Machine. (estudi introductori i edició crítica a càrrec de Margarida Aritzeta), i en resten uns quants d'inèdits.

Altres publicacions contenen fragments del Calaix de sastre en recopilacions temàtiques de textos junt amb d'altres de diferents autors. N'és un exemple Revolució a Barcelona el 1789, al qual hi ha textos del dietari del baró de Maldà però també del del comte de Creixell; o també El col·legi de la bona vida; publicada amb una peça de teatre, Lucrècia, de Joan Ramis.